# サンルーカル・デ・バラメーダ
サンルーカル・デ・バラメーダ（Sanlúcar de Barrameda）は、スペイン・アンダルシア州カディス県のムニシピオ（基礎自治体）。グアダルキビール川河口にある。地元では単にサンルーカルと呼ばれる。

## 由来
サンルーカルという地名はアンダルシア州内に同名ものが存在するため、地名に由来する名を付加することで区別をしている。この場合のデ・バラメーダとは、サンルーカル港のある場所の通称である。
サンルーカルとは、シロッコとも呼ばれる、西地中海特有の東風シャルカ（shaluqa、アラビア語: شلوقة）に由来する。

## 歴史
古代よりサンルーカルには人が定住しており、タルテッソスに従属していたとみられている。古代の地理学者、ストラボンとポンポニウス・メラは、現在のサンルーカルはルキフェリ・ファヌム（es:Luciferi Fanum）とエボラ（es:Ébora）の中にあったと記している。ムーア人に支配された時代には、シドニアのコラ（es、郡）が設置された。この時代に、ムーア人たちはサンルーカルをMasaguedまたはMassaguedと呼んだ。807年、812年、844年、859年の4回、ヴァイキングがグアダルキビール川河口へ侵攻した。1264年にグアダルキビール川下流がカスティーリャ王アルフォンソ10世によって再征服された。1297年にアロンソ・ペレス・デ・グスマン（メディナ＝シドニア公の先祖）がサンルーカル領主となった。グアダルキビール川河口は防衛用のリバートを築くのに適し、これは現在も残るメディナ＝シドニア公邸宅の中核となった。これ以降、主としてバラメーダ港を中心とした経済の繁栄が続く。
大西洋＝地中海間の海上交通の要所として15世紀から17世紀まで新大陸探険、植民、布教の出発港であった。新大陸発見後は、船舶の補修港となった。多くのコンキスタドーレスたちや、クリストーバル・コロンは第三次航海の際にサンルーカルから出航した。1519年8月10日、フェルナンド・マガリャンエスは5隻の帆船を指揮してセビリアを発ち、グアダルキビール川を下り河口のサンルーカルへやってきた。彼らは5週間サンルーカルに滞在した。1522年、マガリャンエスの探険の生き残りであるフアン・セバスティアン・エルカーノは、サンルーカルへと帰還した。
1477年から1478年にかけ、第2代メディナ＝シドニア公がサンティアーゴ城を築き、1477年にカトリック両王がサンルーカルを訪問した際には城に滞在した。1492年のアメリカ大陸発見以降、カトリック両王は、インド諸島、スペイン本土、カナリア諸島、北アフリカとの貿易中心地となったセビリアに、1503年インド貿易院（es:Casa de Contratación de Indias）を設置した。新大陸へ出発する宣教師がサンルーカルへやってくるのは自然なことで、メディナ＝シドニア公の庇護を頼り多くの修道会がサンルーカルに根を下ろした。数多くの教会、修道院、礼拝堂が市内に残っている。こうした宗教施設のすぐ隣には、新大陸との間を行き来する人々や物資が集まっていて、都市の外観を対照的なものにしていた。聖フアン・デ・ラ・クルスがサンルーカルのカルメル会修道院にいた際に書かれたサンルーカル写本（es:Manuscrito de Sanlúcar）が、現在も保存されている。

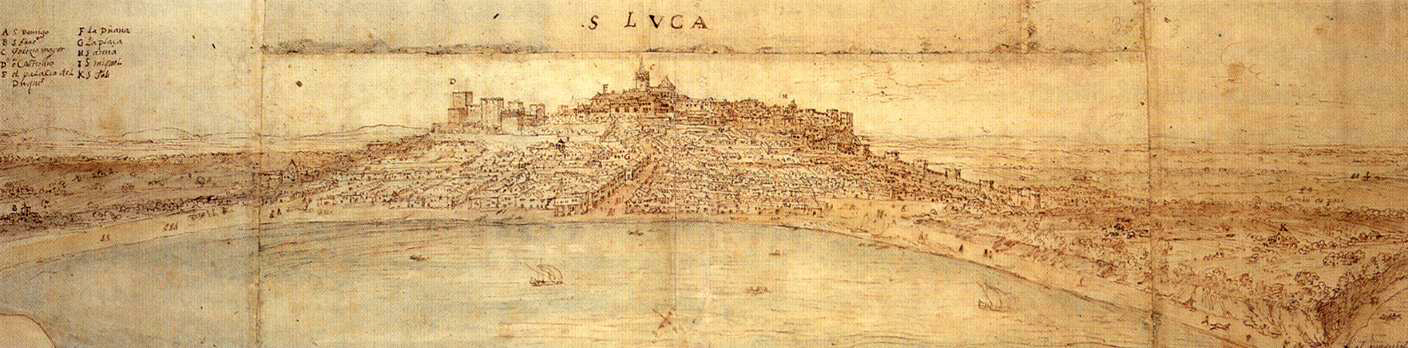
1567年に描かれたサンルーカル

1614年10月5日、ハバナを8月7日に出港した慶長遣欧使節が到着。同行したルイス・ソテロの故郷であるセビリアへ移動する。
1641年のアンダルシア独立陰謀事件に関わっていたとしてメディナ＝シドニア公からサンルーカルの領有権が取り上げられ、都市は王権のものとなった。カルロス2世治下のスペイン全体の停滞時代にはインド貿易院のカディス移転（1711年）、そして1755年のリスボン大地震で、さらにサンルーカルに否定的な影響が及んだ。
1796年夏、画家フランシスコ・デ・ゴヤは、パトロンである13代アルバ公カイエタナ（メディナ＝シドニア公爵夫人でもあった）の邸宅に滞在し、数作の静物画を描いた。
1848年、モンパンシエ公アントワーヌとルイサ・フェルナンダ夫妻が、初めてサンルーカルを訪問した。彼らはセビリアのサン・テルモ宮殿を本宅とし、夏の別荘としてオルレアンス＝ボルボン宮殿をサンルーカルに建てた。公爵を中心とした、貴族、政治家、芸術家が集う小さな宮廷がサンルーカルにできあがり、町はコスモポリタンな特徴を持つようになった。そしてサンルーカルは、セビリアのブルジョワ階級の休暇地になっていった。この時代には、多くの王族がサンルーカルを訪問した。1853年には元フランス王妃マリー・アメリー、1856年にはポルトガル王フェルナンド2世、1862年には女王イサベル2世、1882年にはアルフォンソ12世とマリア・クリスティーナ夫妻が訪問した。

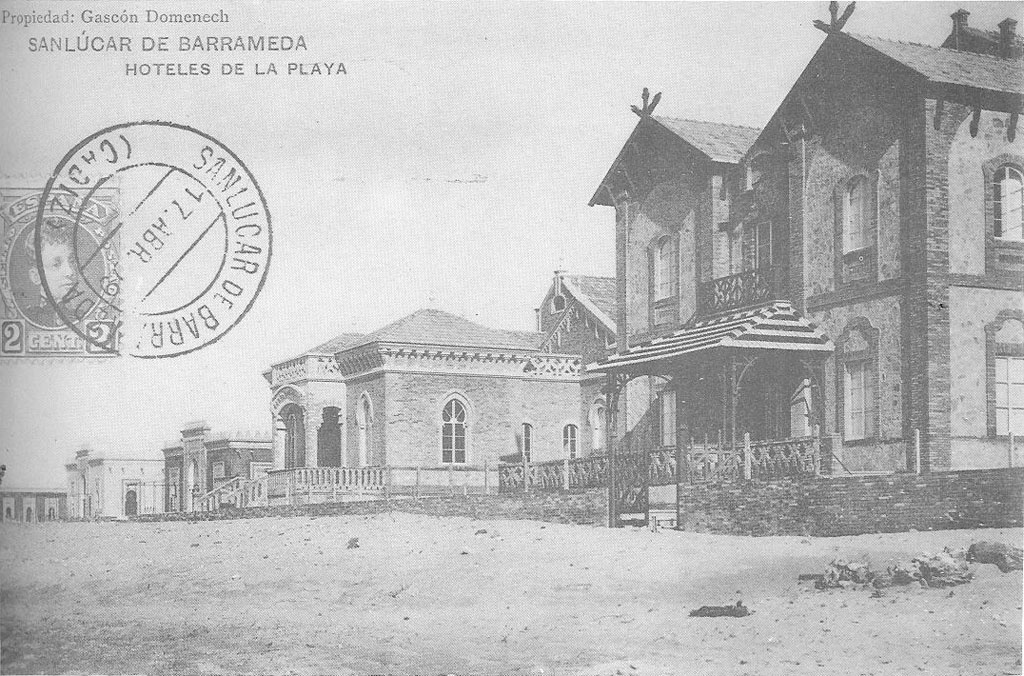
20世紀初頭の絵はがき。サンルーカルの砂浜に立ち並ぶホテル

19世紀に入り、ワイン用ブドウ栽培と観光でサンルーカルの経済活動は持ち直した。20世紀のスペイン内戦ではサンルーカルも不穏な空気に包まれたが、市街を破壊されるなどの被害は受けなかった。
フランコ独裁時代、サンルーカルは地主、個人事業主の小集団、職人・農民・漁民が多数を占めるという19世紀末期から続く社会構造であった。靴製造、ガス及びアルコールの工場があった。引き続き、それほどエリート階級を含まない、あらゆる階級のセビリア人の観光地であった。

## 気候・自然
グアダルキビール川流域にあるサンルーカルは、市域の一部がラス・マリスマスという湿地帯である。海岸地帯は砂丘によって形成された大きな砂州となっている。ここではアルガイダ山というイルメナイトを含む砂でできた大きな砂丘が目を引く。
サンルーカルは海洋性の地中海性気候である。降雨量は少なく、気温は温暖である。日照時間は、年平均3000時間から3200時間に達する。夏は乾燥し、大西洋の影響で海岸周辺は他より湿度が高くなる。
最近までカメレオンが野菜畑で普通に見られていた。スペイン沿岸地方の都市化が原因で、自然環境の変化に敏感な種の生き物が減ってきている。アルガイダの松林は、重要なトンビのコロニーとなっている。

## 人口
| サンルーカル・デ・バラメーダの人口推移 1900－2010       |
|                                                         |
| 出典:INE（スペイン国立統計局）1900年 - 1991年、1996年 - |

## 経済・観光

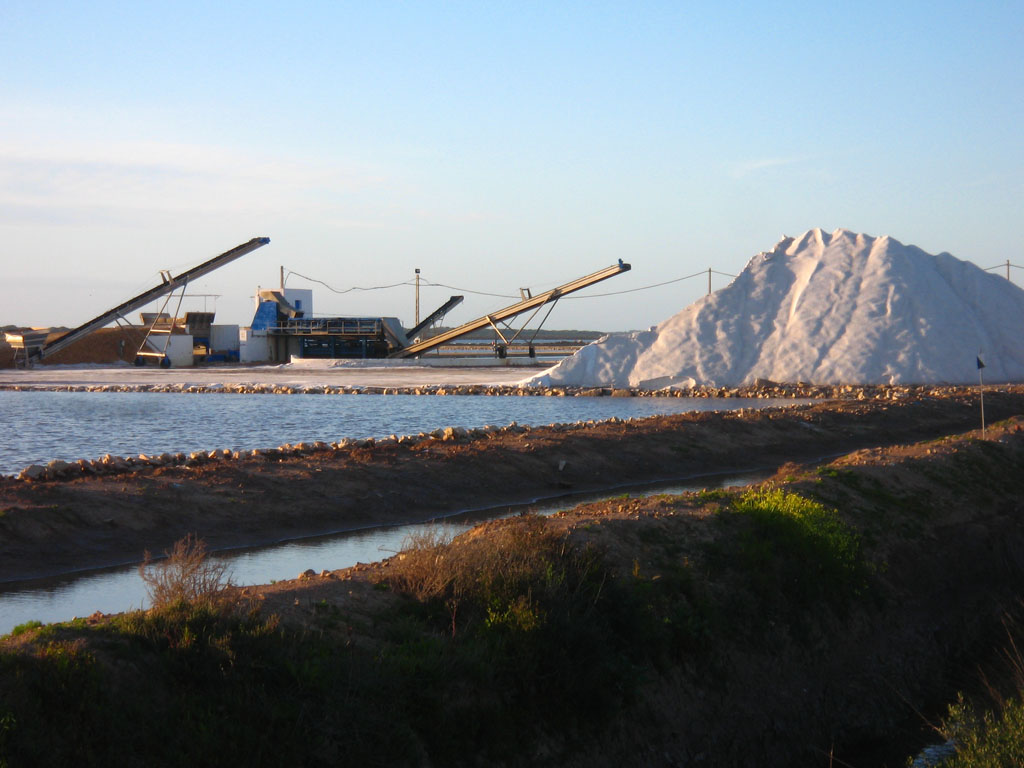
塩田

サンルーカルはヘレス・デ・ラ・フロンテーラやエル・プエルト・デ・サンタ・マリアなどとともにシェリー酒の産地である。ジャガイモ、ピーマン、トマト、タマネギ、ニンニク、オリーブなど、野菜・果樹の大生産地でもある。伝統的な塩田が残っている。他に漁業が行われる。1931年以降工業化が進められ、食品製造業や石けん製造などが始まった。

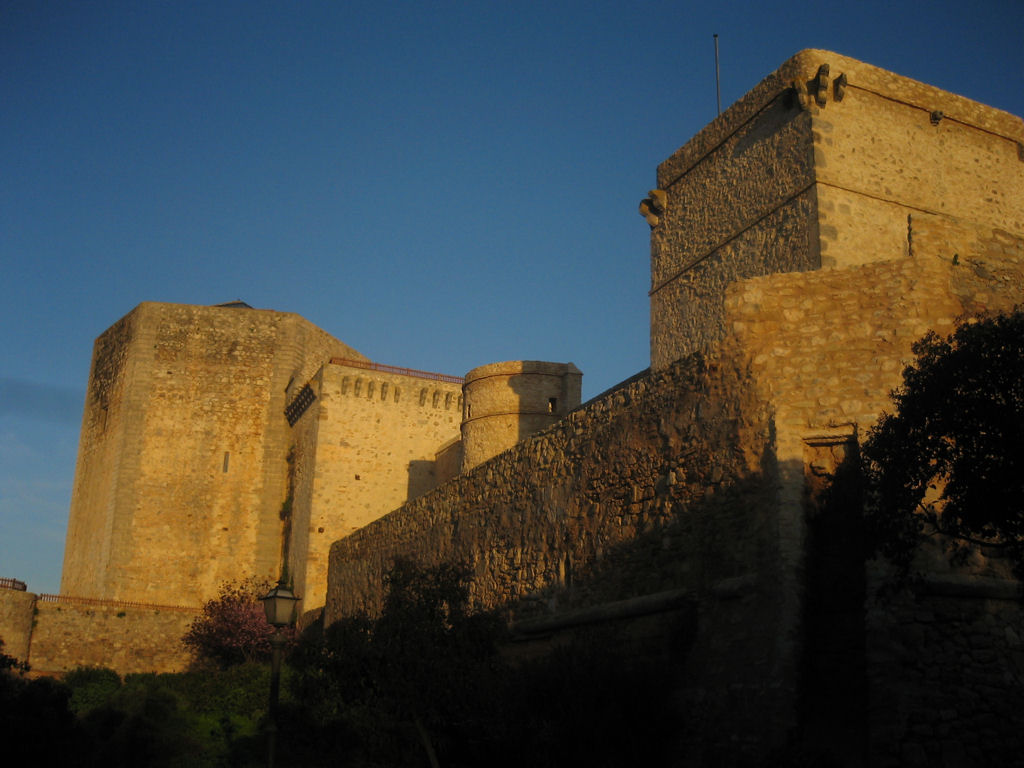
サンティアーゴ城
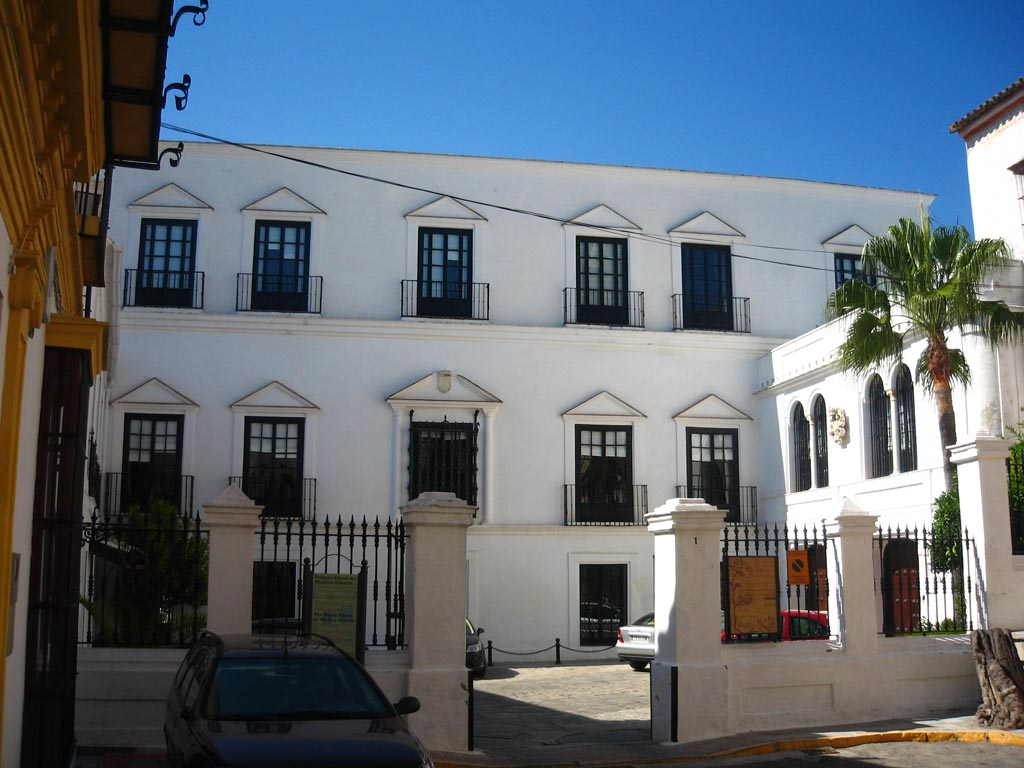
メディナ＝シドニア公邸宅
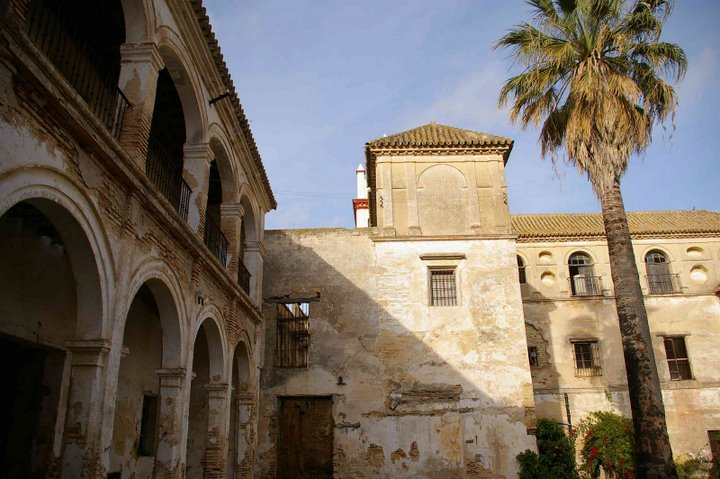
アリソン邸宅